# Platysenta concisa
Platysenta concisa là một loài bướm đêm trong họ Noctuidae.